# Jakub Winiarski
Jakub Winiarski (ur. 1974) – polski poeta, prozaik, redaktor i krytyk literacki.
Wydał trzy tomy wierszy: Przenikanie darów, Obiektyw, Piosenki starego serca, a także dwie książki prozatorskie Loquela i Kronika widzeń złudnych. Wykładał gościnnie w Studium Literacko-Artystycznym na Uniwersytecie Jagiellońskim w Krakowie. Mieszka w Warszawie.
Od 2010 do 2013 roku redaktor naczelny miesięcznika „Nowa Fantastyka”.

## Wiersze
- Przenikanie darów, Wydawnictwo Veda, Warszawa, 1995
- Obiektyw, Magazyn Literacki, Warszawa, 1997
- Piosenki starego serca, Stowarzyszenie Żywych Poetów, Brzeg 2011

## Proza
- Loquela, Zielona Sowa, Kraków, 2004, ISBN 83-7389-595-7.
- Kronika widzeń złudnych, Zielona Sowa, Kraków, 2004, ISBN 83-7389-823-9

## Antologie
- Macie swoich poetów. Liryka polska urodzona po 1960 roku, Warszawa, 1997
- Antologia nowej poezji polskiej 1990–1999, Kraków, 2000